# Hynek Adámek
Hynek Adámek (* 13. února 1962, Frýdek-Místek) je český geograf, novinář, fotograf a publicista.

## Život
Hynek Adámek studoval na Přírodovědecké fakultě Masarykovy univerzity obor fyzická geografie a kartografie. V letech 1987 až 1990 pracoval v Geografickém ústavu ČSAV. Od roku 1991 začal pracovat jako průvodce pro CK S.E.N. V roce 1993 se stal jedním z členů týmu, který připravoval expedici do centrální Afriky pod názvem Expedice Živá Afrika. Trvala od 14. dubna do 5. prosince 1994. Na základě této expedice vznikla i stejnojmenná kniha. V období 2000–2002 pracoval jako stálý redaktor v geografickém magazínu Koktejl. Od roku 2003 začal pracovat jako externí redaktor časopisu National Geographic Česko. Účastnil se i budování české polární stanice (Mendelova polární stanice) v Antarktidě na ostrově Jamese Rosse.

## Dílo

### Knihy
- Živá Afrika (1996) – napsal s Jiřím Hanzelkou a Miroslavem Zikmundem. Srovnání Afriky roku 1947 s pohledem členů expedice Živá Afrika z roku 1994. Vyšlo v nakladatelství Trango.
- Čas je dar Afriky – Etiopie (2000) – napsal s afrikanistou Pavlem Mikešem, vydal Knižní klub.
- Island – soulad protikladů (2003) – napsal s Jakubem Havlem, vydala Mladá fronta
- Češi v Antarktidě (2010), vydal Freytag & Berndt

### Fotografické výstavy
- Živá Afrika (1995) – Národní muzeum – Výstava fotografií z expedice Živá Afrika společně s fotografiemi Jiřího Hanzelky a Miroslava Zikmunda z roku 1947.
- Etiopie (2000) – Národní muzeum – Každodenní Etiopie v období příprav knihy Čas je dar Afriky. Společně s Janem Šibíkem a filmovým dokumentem Jiřího Škvora.
- Češi v Antarktidě (2005) – Národní muzeum – Seznámení veřejnosti s budováním 1. české vědecké stanice v Antarktidě.
- Korea 6 objektivy (2014) – Současná Korea očima šesti českých a zahraničních fotografů.

Kurátor a spoluautor výstavy. Autoři fotografií byli: Enrique Stanko Vráz – cestovatel, fotograf, který působil v Koreji v roce 1901; Jan Šibík – fotograf magazínu Reflex, držitel ceny WORLD PRESS PHOTO ; Líba Taylor – fotografka, která se zaměřuje na projekty pro světové humanitární organizace; Ljuba Krbová – herečka a fotografka; Björn Steinz – německý fotograf působící řadu let v Česku.

### Vybrané reportáže
- Arale – bolesti naše. Katastrofa Aralského jezera. Koktejl, duben 1994
- Když se sluha stane králem – Černobyl patnáct let poté. Koktejl, duben 2001
- Epidemie – život v nastaveném čase? Koktejl, duben 2000
- Poslední z prvních (o Emilu Holubovi v Zambii). National Geographic Česko, červenec 2004, spoluautor Jaroslav Olša jr.
- Český dům v Antarktidě. National Geographic Česko, červen 2005
- Na nostalgické vzpomínky není v archívu H+Z čas. National Geographic Česko, duben 2007
- České stopy na Filipínách. National Geographic Česko, červen 2016 spoluautor Jaroslav Olša jr.